# Variospora
Variospora is een geslacht van korstmossen behorend tot de familie Teloschistaceae. De typesoort is Variospora velana.

## Geslachten
Volgens Index Fungorum telt het geslacht 16 soorten (peildatum oktober 2021):
| Soortnaam                                     | Auteur(s)                                                           | Publicatiejaar |
| --------------------------------------------- | ------------------------------------------------------------------- | -------------- |
| Variospora aegaea                             | (Sipman) Arup, Frödén & Søchting                                    | 2013           |
| Variospora aurantia (Platte citroenkorst)     | (Pers.) Arup, Frödén & Søchting                                     | 2013           |
| Variospora australis                          | (Arnold) Arup, Søchting & Frödén                                    | 2013           |
| Variospora cancarixiticola                    | (Nav.-Ros., Egea & Llimona) Arup, Søchting & Frödén                 | 2013           |
| Variospora dolomiticola (Oranje citroenkorst) | (Zahlbr.) Arup, Søchting & Frödén                                   | 2013           |
| Variospora erythrina                          | (Müll. Arg.) Arup, Frödén & Søchting                                | 2013           |
| Variospora flavescens (Gelobde citroenkorst)  | (Huds.) Arup, Frödén & Søchting                                     | 2013           |
| Variospora fuerteventurae                     | (van den Boom & Etayo) van den Boom & Etayo                         | 2017           |
| Variospora glomerata                          | (Arup) Arup, Søchting & Frödén                                      | 2013           |
| Variospora kudratovii                         | S.Y. Kondr., Kärnefelt, Elix, A. Thell, Jung Kim, A.S. Kondr. & Hur | 2014           |
| Variospora latzelii                           | (Servít) S.Y. Kondr.                                                | 2017           |
| Variospora macrocarpa                         | (Anzi) Arup, Søchting & Frödén                                      | 2013           |
| Variospora paulii                             | (Poelt) Arup, Søchting & Frödén                                     | 2013           |
| Variospora sororicida                         | (M. Steiner & Poelt) Vondrák                                        | 2019           |
| Variospora thallincola (Fraaie citroenkorst)  | (Wedd.) Arup, Frödén & Søchting                                     | 2013           |
| Variospora velana                             | (A. Massal.) Arup, Søchting & Frödén                                | 2013           |